# Trichosiphonaphis alpestris
Trichosiphonaphis alpestris är en insektsart. Trichosiphonaphis alpestris ingår i släktet Trichosiphonaphis och familjen långrörsbladlöss. Inga underarter finns listade i Catalogue of Life.